# Bufo koynayensis
Xanthophryne koynayensis là một loài cóc thuộc họ Bufonidae.
Đây là loài đặc hữu của Ấn Độ.
Môi trường sống tự nhiên của chúng là rừng ẩm vùng đất thấp nhiệt đới hoặc cận nhiệt đới, vùng núi ẩm nhiệt đới hoặc cận nhiệt đới, đồng cỏ khô nhiệt đới hoặc cận nhiệt đới vùng đất thấp, và sông ngòi.
Chúng hiện đang bị đe dọa vì mất nơi sống.